# Aegiochus ventrosa
Aegiochus ventrosa är en kräftdjursart som först beskrevs av Michael Sars 1859.  Aegiochus ventrosa ingår i släktet Aegiochus och familjen Aegidae. Inga underarter finns listade i Catalogue of Life.